# 小行星7120
小行星7120（7120 Davidgavine）是一颗绕太阳运转的小行星，为主小行星带小行星。该小行星于1989年1月发现。

## 轨道参数
小行星7120的轨道半长轴为428 277 139 km，2.8628151 UA，离心率为0.056。